# Ensemble Stadtplatz (Traunstein)

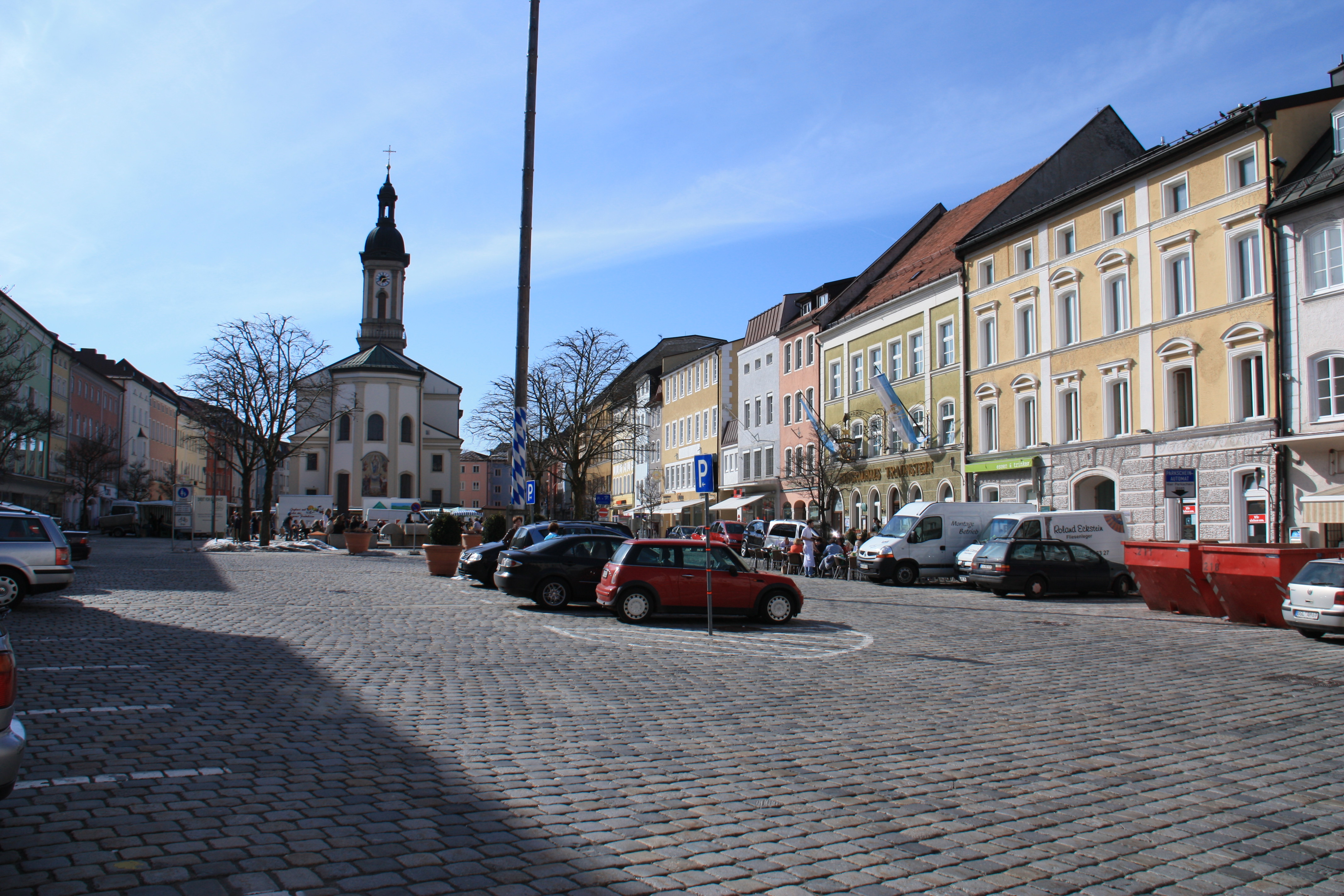
Stadtplatz in Traunstein

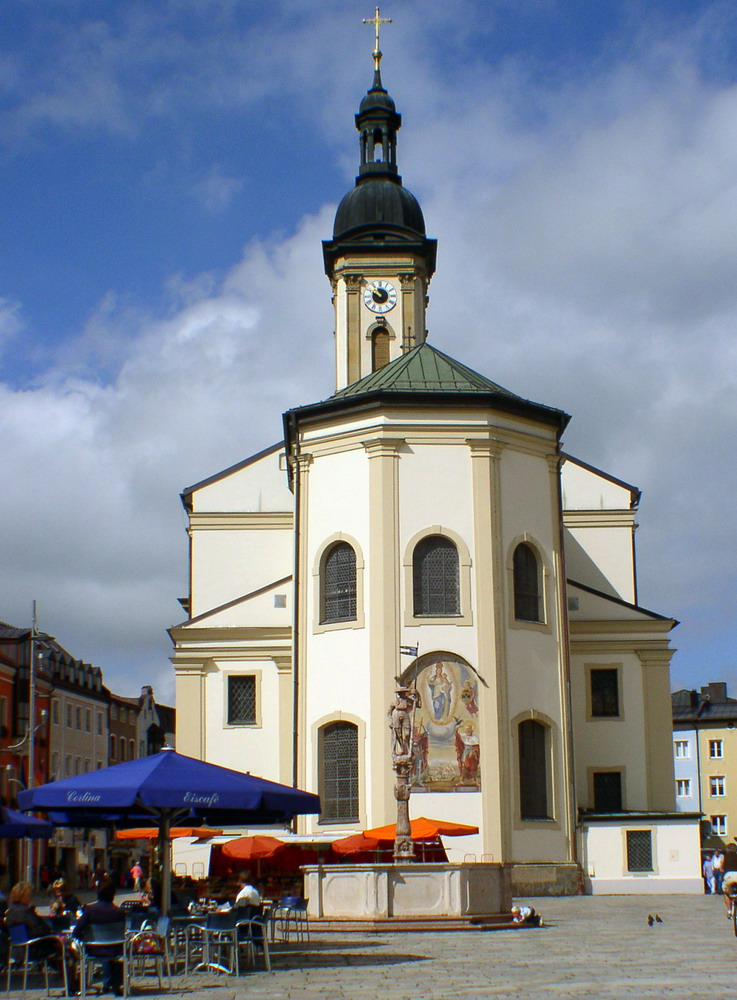
Kirche St. Oswald

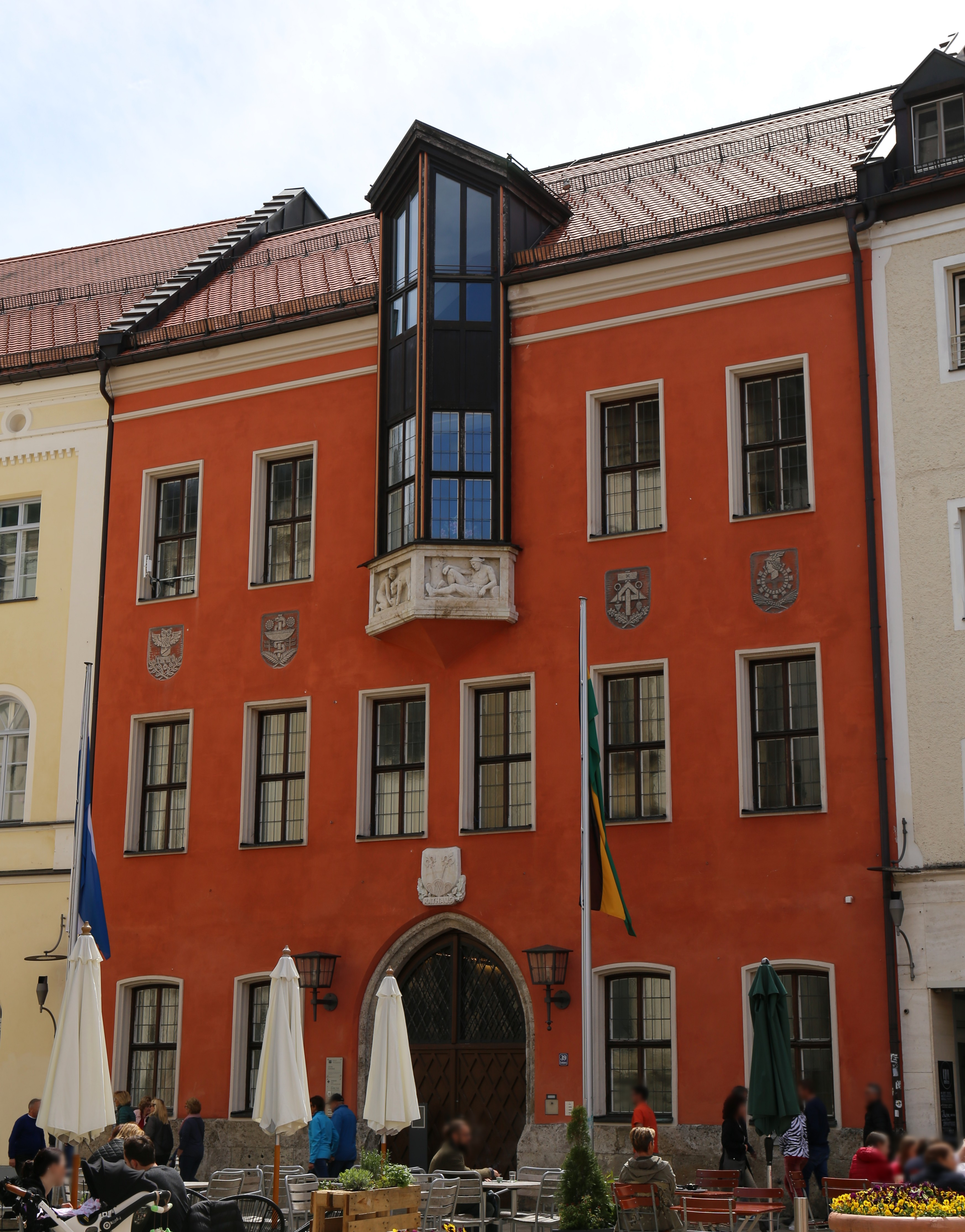
Rathaus

Das Ensemble Stadtplatz in Traunstein, der Kreisstadt des oberbayerischen Landkreises Traunstein, ist ein Bauensemble, das unter Denkmalschutz steht.

## Beschreibung
Es umfasst den im Zentrum der Altstadt auf der Hochterrasse über der Traun gelegenen Marktplatz mit seiner geschlossenen Umbauung, der im westlichen Teil freistehenden Stadtpfarrkirche St. Oswald und den Ansätzen der am oberen und unteren Ende des Marktes nach Nordwesten bzw. Südosten abzweigenden Schaumburgerstraße und Hofgasse.
Der circa 250 Meter lange und 85 Meter breite Platz entstand als Haupt-, Markt- und Schrannenplatz wohl in der Mitte des 14. Jahrhunderts im Zuge der Städtepolitik Ludwigs des Bayern und der Organisation des Salzhandels und -transports von Reichenhall über Traunstein nach München. Die Salzniederlage und der Salinenbetrieb seit 1619 blieben bis ins 19. Jahrhundert für die Entwicklung Traunsteins bestimmend.
Infolge der großen Brände von 1704 und vor allem von 1851 dominiert in der Bebauung des Stadtplatzes nicht der Charakter des alten, von der Inn-Salzach-Bauweise geprägten Salzortes, sondern der des weithin einheitlichen Wiederaufbaus nach 1851. Drei- und viergeschossige traufseitige bürgerliche Wohn- und Geschäftshäuser, Brauereigasthöfe sowie Amts- und kommunale Bauten säumen den Platz. Sie bilden im Norden und Süden geschlossene Platzwände mit Fassadengliederungen im Stil der Maximilianszeit, des Spätklassizismus und der Neurenaissance. Jedoch haben Neubauten der zweiten Hälfte des 19. Jahrhunderts das Erscheinungsbild teilweise beeinträchtigt.
Den westlichen Teil des Stadtplatzes nimmt die barocke Pfarrkirche St. Oswald ein, die mit dem Chor gegen die Platzmitte gerichtet ist. Die schmalen, zum Teil noch mit Erdgeschosslauben versehenen Bürgerhäuser gegenüber  der Kirche sind, wie auch der Torturm des sogenannten Brothausturms, von den Stadtbränden verschont geblieben.
An der schmalen östlichen Platzfront erhebt sich, den Straßendurchgang zur tiefer gelegenen Vorstadt Vorberg markierend, der von 1998 bis 2000 rekonstruierte sogenannte Jacklturm, der an die spätmittelalterliche Bebauung anknüpft.
Eine nach 1851 entstandene Zeile drei- bis viergeschossiger, traufseitiger Wohn- und Geschäftshäuser schließt sich mit der ostseitigen Bebauung der Hofgasse an. Die schlicht im Stil der Maximilianszeit gegliederten Putzfassaden und der mächtige Eckbau des Hofbräuhauses bestimmen wesentlich das Bild der vom Stadtplatz zum Bereich des ehemaligen Pfleggerichts am Südostrand der Altstadt führenden Gasse.

## Einzeldenkmäler
- Lindlbrunnen
- Stadtplatz 1: Stadtpfarrkirche St. Oswald
- Stadtplatz 2/3: Torturm des ehemaligen Oberen oder Münchner Tores
- Stadtplatz 5: Bürgerhaus
- Stadtplatz 6: Bürgerhaus
- Stadtplatz 7: Mesnerhaus
- Stadtplatz 8: Bürgerhaus
- Stadtplatz 12: Marienapotheke
- Stadtplatz 20: Sternbräu
- Stadtplatz 21: Rückgebäude der ehemaligen Brauerei
- Stadtplatz 36/36a: Wohn- und Geschäftshaus
- Stadtplatz 37: Gasthaus Höllbräu
- Stadtplatz 38: Ehemaliges königliches Hauptsalzamt
- Stadtplatz 38a: Ehemaliges Landgericht
- Stadtplatz 39: Rathaus